# Uschod
Uschod (vitryska: Васход) är en agropolis i Belarus.   Den ligger i voblasten Mahiljoŭs voblast, i den nordöstra delen av landet, 180 km öster om huvudstaden Minsk. Uschod ligger 159 meter över havet och antalet invånare är 2 000.

## Natur och klimat
Terrängen runt Uschod är platt. Runt Uschod är det ganska tätbefolkat, med 192 invånare per kvadratkilometer.. Närmaste större samhälle är Mahiljoŭ, 15,6 km norr om Uschod.
Omgivningarna runt Uschod är en mosaik av jordbruksmark och naturlig växtlighet.